# Lesovsky
A Lesovsky foi um construtor estadunidense de carros de corrida. Produziu chassis para equipes das 500 Milhas de Indianápolis durante o período entre 1950 e 1960, quando o evento fazia parte do calendário do Campeonato Mundial da FIA.